# Cyanopepla eximia
Cyanopepla eximia är en fjärilsart som beskrevs av Jean Baptiste Boisduval 1870. Cyanopepla eximia ingår i släktet Cyanopepla och familjen björnspinnare. Inga underarter finns listade i Catalogue of Life.